# Riccardo Pedrizzi
Riccardo Pedrizzi (Cava de' Tirreni, 18 maggio 1943) è un politico italiano.

## Biografia
È nato a Cava de' Tirreni (Salerno), ma vive a Latina; di professione è funzionario bancario.

### Attività politica
Alle elezioni politiche del 1994 viene eletto senatore, nel collegio uninominale di Latina per il Polo del Buon Governo, in rappresentanza del Movimento Sociale Italiano.
Sempre nel collegio di Latina viene rieletto in Senato alle elezioni politiche del 1996 e del 2001, rispettivamente con il Polo per le Libertà e con la Casa delle Libertà, in quota ad Alleanza Nazionale.
Alle elezioni politiche del 2006 viene invece eletto alla Camera dei deputati, nelle liste di Alleanza Nazionale nella circoscrizione Lazio 2.